# Костадин Белчев
Костадин Минчев Белчев е български политически офицер, генерал-майор.

## Биография
Роден е на 1 март 1929 г. в ловешкото село Бреговица. Завършва основно образование в родното си село. След това е чирак, пасе добитък, работи като сладкар, градинар и шивач. Премества се в София, където завършва 3-годишно училище за техник по облекло. По-късно завършва 11 клас в Държавна образцова гимназия по облекло. От 1951 г. е войник във вътрешни войски на МВР, където достига до звание старшина. През 1953 г. става курсант в Народното военно гранично училище, което завършва с отличие. По-късно завършва Военната академия „Г.С. Раковски“ в София (1965 – 1968). Служи в заставата в Козлодуй като заместник-командир по политическата част (ЗКПЧ). От 1956 г. е прехвърлен в четвърти граничен отряд-Смолян в заставата при село Водни пад. През април 1957 г. е изпратен да служи в 11 граничен отряд-Кюстендил, 18-а гранична застава Гюешево като ЗКПЧ. Служи в Драгоман и района на Сливница в продължение на 4 години. От 1968 г. е началник на политическия отдел на граничния отряд в Момчилград. Между 1974 и 1976 г. е командир в граничното поделение в Ивайловград. От 1982 г. е инструктор в отдел „Военно-административен“ при ЦК на БКП. В периода 1983 – 1991 г. е началник на Политическия отдел на Гранични войски. След като се пенсионира работи като охранител на обекти на МВР и във фирма „Интериор И“. През 2012 г. издава книгата „Разговор с границата“. Умира на 29 март 2022 г.